# Richard Stebbins
Richard Stebbins, född 14 juni 1945 i Los Angeles i Kalifornien, är en amerikansk före detta friidrottare.
Stebbins blev olympisk mästare på 4 x 100 meter vid sommarspelen 1964 i Tokyo.